# Monts Shehy
Les monts Shehy sont une chaîne de petites montagnes situées à la frontière entre le comté de Cork et le comté de Kerry, en Irlande.

## Géographie

### Situation
Le plus haut sommet du massif, mais aussi du comté de Cork, Knockboy, s'élève à 706 mètres d'altitude, alors que la plupart des autres sommets mesurent entre 500 et 600 mètres. La Lee prend sa source dans la Coomroe, une petite vallée à l'est de la chaîne, avant de se jeter dans l'océan, au niveau de Cork Harbour.

### Géologie
La plupart des monts sont constitués de vieux grès rouges datant du Dévonien. Pendant la période glaciaire, les monts Shehy ont pris leur forme actuelle. Les glaciers ont en effet creusé des vallées et participé à l'érosion de la roche. Lors de la fonte des glaciers, des lacs sont apparus dans les vallées mais aussi sur les flancs des montagnes.

### Flore
Les monts Shehy abritent des tourbières, mais aussi des prairies. Les conifères sont très présents. On y trouve aussi des grassettes, des droséras et une grande variété de plantes vivaces.

## Histoire
Les monts Shehy sont habitées depuis 5 000 ans. On a en effet retrouvé de très nombreux vestiges du Néolithique dans les vallées de la chaîne. Durant la guerre d'indépendance irlandaise, les montagnes étaient utilisées par l'IRA.